# Catalaphyllia jardinei
Catalaphyllia jardinei es una especie de coral duro que pertenece a la familia Euphylliidae. Es la única especie del género Catalaphyllia.
Su nombre común en inglés es "elegance coral", coral elegante, debido a las tonalidades distintivas en la gama verde y azul turquesa pálido de su disco oral, y al ondular de sus tentáculos, que recuerdan a los de las anémonas.

## Morfología
Su apariencia más frecuente es de gran pólipo solitario, formando discos de tejido carnoso, con tres o más bocas, aunque también conforma colonias. Sus discos orales están rodeados de largos tentáculos, cuyos extremos están teñidos en un color contrastante con el color del resto, y puede ser de una rosa, verde, amarillo, violeta o blanco fluorescente. 
Puede alcanzar un tamaño de hasta 100 cm, cuando se encuentra en condiciones óptimas. El esqueleto va formando una serie de meandros con valles sinuosos en la piedra caliza. Estos corales pueden abandonar su esqueleto ocasionalmente, debido a condiciones estresantes, pudiendo sobrevivir el pólipo durante tiempo de este modo. Pero en estas condiciones, no se ha observado que vuelva a secretar otro esqueleto.

## Alimentación
Los pólipos contienen algas simbióticas llamadas zooxantelas. Las algas realizan la fotosíntesis produciendo oxígeno y azúcares, que son aprovechados por los pólipos, y se alimentan de los catabolitos del coral (especialmente fósforo y nitrógeno). Esto les proporciona entre el 75 y el 95% de sus necesidades alimenticias. El resto lo obtienen atrapando plancton.

## Reproducción
Catalaphyllia jardinei se reproduce tanto sexual, como asexualmente. Liberando al agua los huevos y el esperma,  para que se fertilicen. Hecho que suele suceder en primavera o verano, días después de la luna llena. Los huevos fertilizados se convierten en larvas que circulan en la columna de agua, antes de establecerse y convertirse en pólipos. Posteriormente secretan su coralito, o esqueleto, y desarrollan su vida sésil.

## Hábitat y comportamiento
Esta especie puede encontrarse a diferentes profundidades, su rango es entre 0 y 40 m, e incluso en lagunas intermareales, pero siempre en zonas ricas en sedimentos y ubicada en zonas poco iluminadas. También se les puede encontrar en la entrada de cuevas o bajo salientes. En estos casos puede llegar a colonizar las paredes y los techos y se los puede ver incluso boca abajo.

## Distribución geográfica
Su distribución geográfica comprende el Mar Rojo y el Indo-Pacífico, incluyendo la costa este africana, el Golfo de Adén, Mar de China, Indonesia, norte y este de Australia, Japón y hasta las islas del Pacífico central. 
Es especie nativa de Australia; Camboya; Comoros; Filipinas; Fiyi; India; Indonesia; Japón; Kenia; Madagascar; Malasia; Maldivas; Mauritius; Mayotte; Micronesia; Mozambique; Nueva Caledonia; Palaos; Papúa Nueva Guinea; Reunión; Seychelles; Singapur; islas Salomón; Somalia; Sri Lanka; Tailandia; Taiwán (China); Tanzania; Vanuatu; Vietnam; Yemen y Yibuti.

## Mantenimiento en cautividad
Debe instalarse en la parte baja del acuario, con el esqueleto enterrado en arena gruesa hasta la mitad aproximadamente. En caso de no instalarlo en la arena, se colocará en el tercio inferior del acuario, teniendo especial cuidado con las rocas para evitar que se dañen sus delicados tentáculos, ya que hay riesgo de que coja alguna infección y se degenere rápidamente.
La iluminación debe ser media y nunca directa. Un exceso de iluminación puede conllevar la retracción del pólipo. Prefiere los laterales del acuario y siempre las zonas menos iluminadas.
Es un coral muy sensible a variaciones en las condiciones del agua, siendo su estado un buen indicador al respecto.
Deberemos dejar unos 15 cm a su alrededor, para evitar que dañe a otros corales. Es muy agresivo.

## Galería

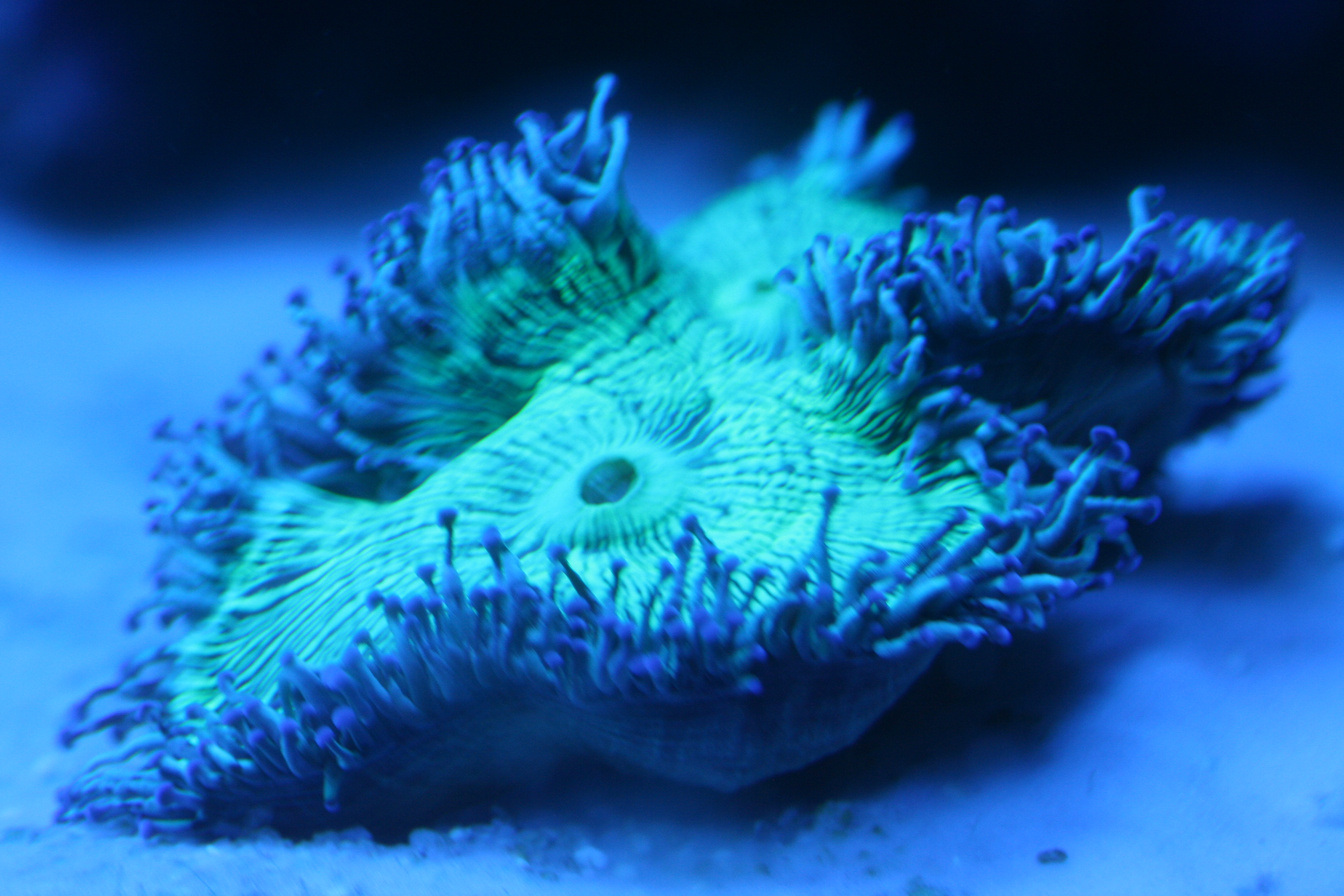
Catalaphyllia jardinei con una boca abierta
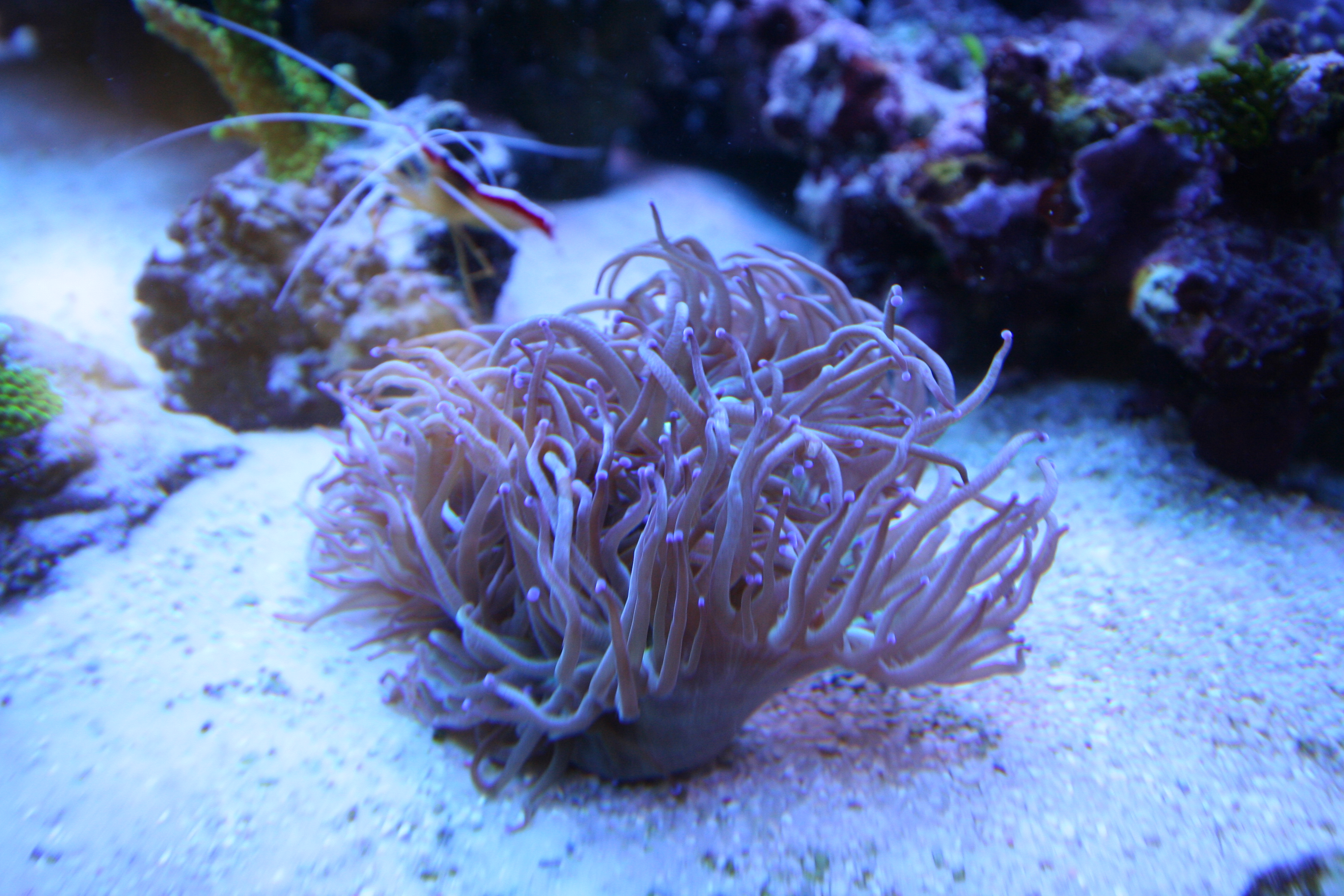
Catalaphyllia comiendo un pez en acuario
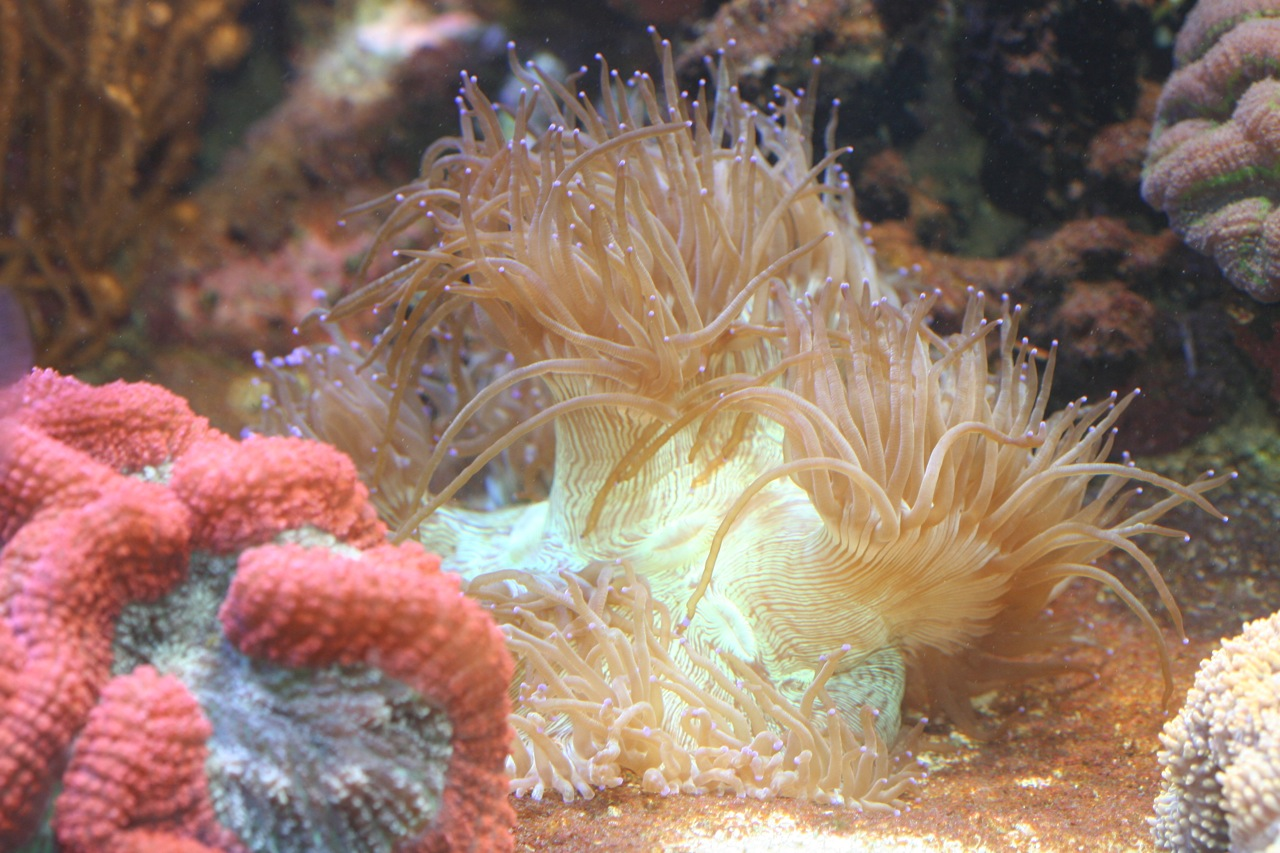
Catalaphyllia con Lobophyllia en primer plano
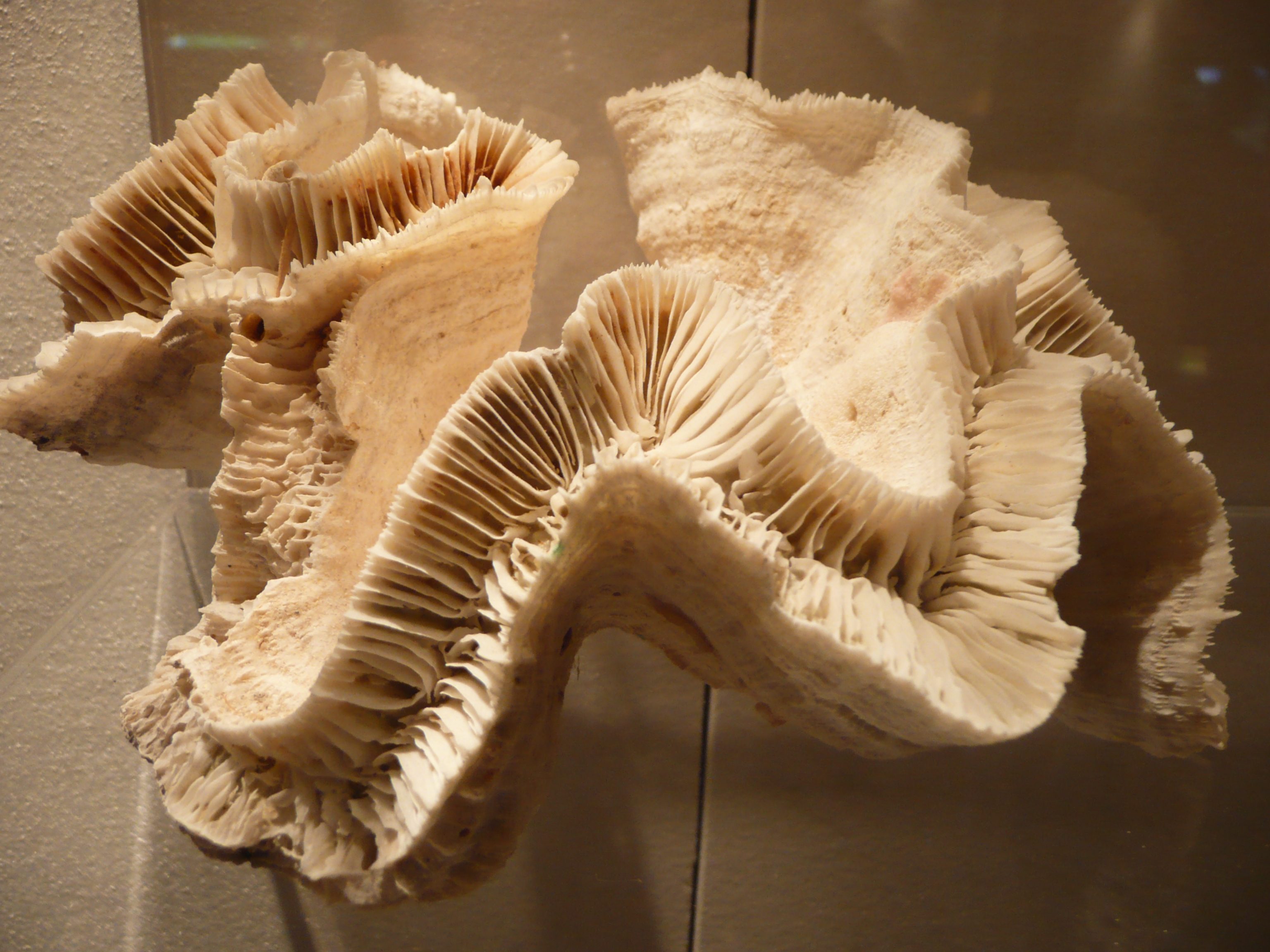
Esqueleto de Catalaphyllia
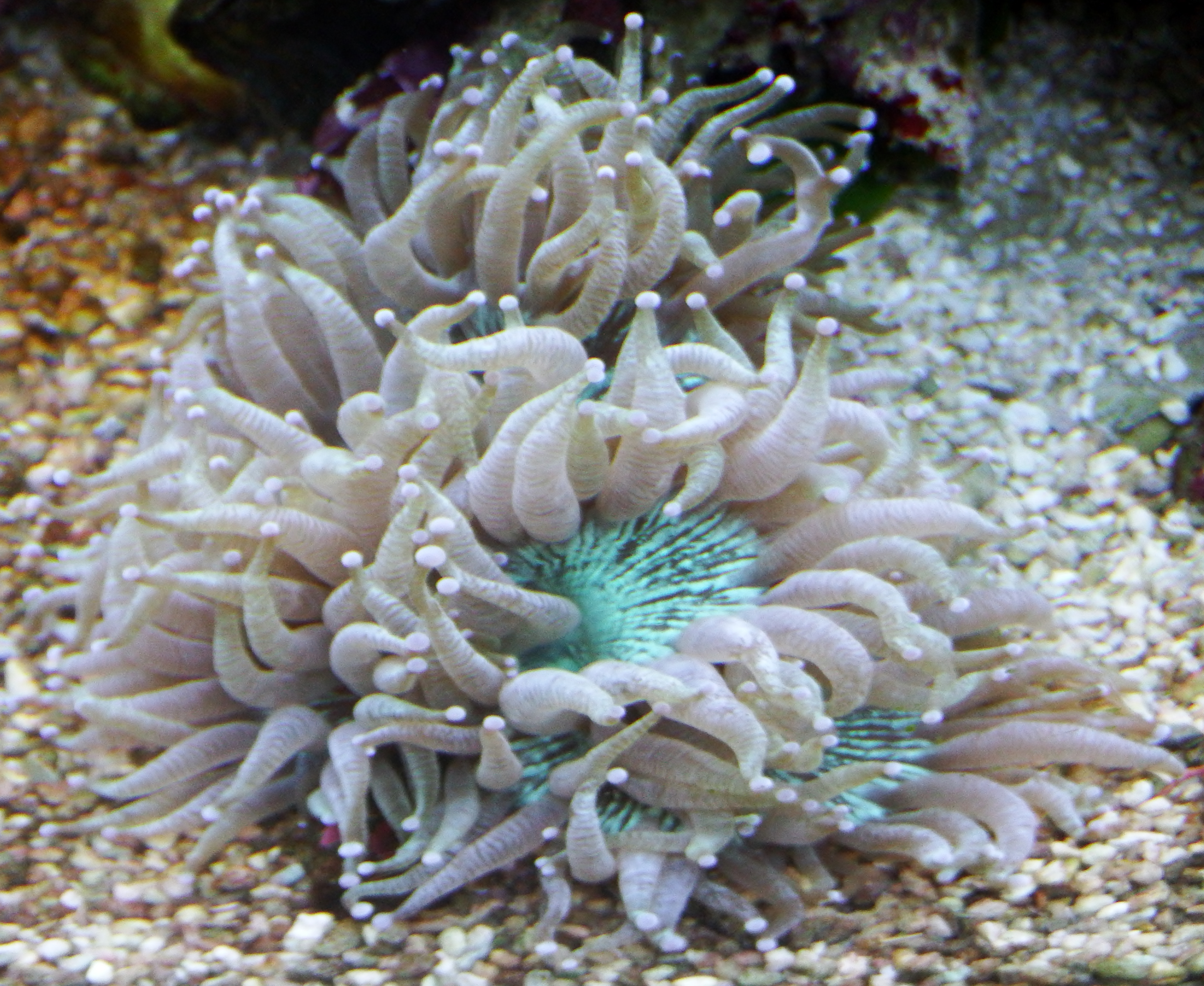
C. jardinei en acuario de arrecife
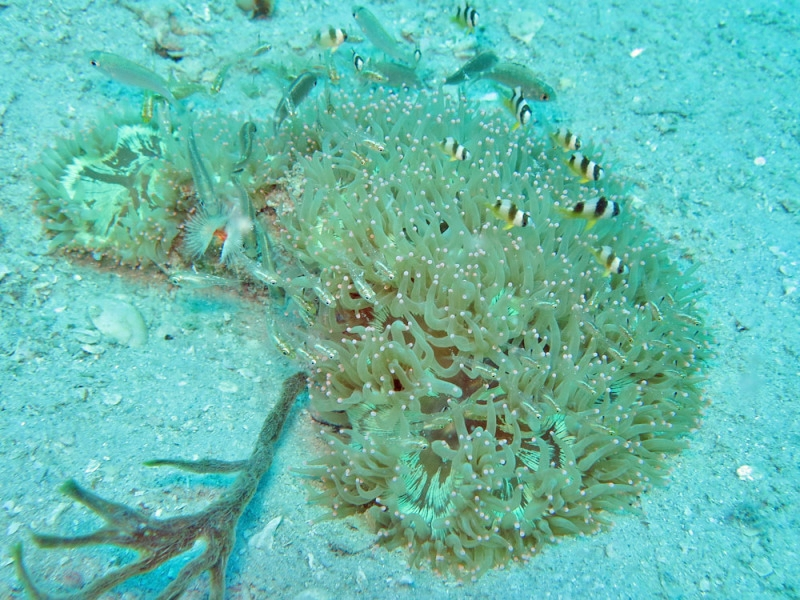
Colonia de C. jardinei en Watson Bay, Australia
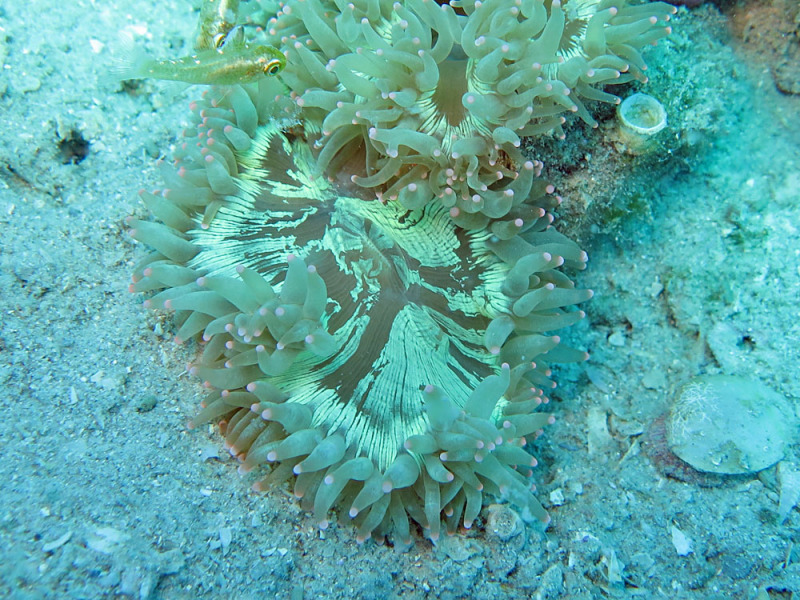